# 古龍頭水尾塔
古龍頭水尾塔是位於中華民國金門縣金寧鄉古寧村的歷史建築，為金門縣縣定古蹟。

## 歷史
古龍頭水尾塔興建于清乾隆年間，明朝時金門官宦輩出，唯獨古寧無顯赫人才，村民遂建此塔，一為鎮伏島上的疫病，二為希望古寧繁榮昌盛，三為祈求風平浪靜。民國八十年（1991年）11月，中華民國内政部公告其為第三級古蹟，民國八十六年（1997年）改為縣定古蹟。

## 建築
與閩南傳統的六角塔和八角塔不同，古龍頭水尾塔為四角方形實心塔，塔用花崗岩造成，高三層，頂層四面刻有佛法僧寳四字，塔頂安有石葫蘆，塔基有兩層，上層為七級方錐，下為亂石砌成之方錐平台，塔基設有九級石階，平台四周繞以石欄。